# Камппі (станція метро)
60°10′08″ пн. ш. 24°55′55″ сх. д. / 60.16889° пн. ш. 24.93194° сх. д.
Камппі (фін. Kamppi, швед. Kampen) — станція Гельсінського метрополітену. Розташована в районі Камппі. Відкрито 1 березня 1983.
- Конструкція: односклепінна станція глибокого закладення тбіліського типу  (глибина закладення — 31 м[1]) з однією острівною платформою.
- Виходи: торговий комплекс Камппі та автовокзал
- Пересадки:
  - Автовокзал
  - Автобуси: 14, 18/N, 39/B/N, (Fredrikinkadulta) 37, 41, 42, 63, 69, 70, 206, 212, 213, 551N, 112N, 113N, 114N, 188N, 125N, 134N, 213N, 146N, 147N, 165N, 173N, (Kampin terminaalista) U-linjat 280, 455–486, 638, 640, 848, (Kaukoliikenne terminaali)
  - тр: №7, 9

## Другий платформний зал
Під нинішнім платформним залом є ще один для майбутньої другої лінії метро. Цей зал був побудований в 1970-х роках одночасно з існуючим (так було дешевше). Його платформа знаходиться приблизно на 15 метрів нижче рівня підлоги верхнього залу, тобто на 30 метрів нижче рівня моря. Туди веде гвинтові сходи, які починаються в середині вітрини на нинішній платформі.
Зараз в нижньому залі немає ніякого обладнання. Там встановлена діюча вентиляційна установка.